# Планина Лу
Планина Лу или Лушан позната и као Куанглу (匡庐) из давних времена, налази се у северном делу провинције Ђангси у централној Кини и једна је од најпознатијих планина у земљи. Налази се углавном у префектури Ђуђанг, мада се северни делови налазе у округу Лианкси који је раније био познат као Лушан дистрикт и до 2016. године покривао већи део планине Лу. Планина овалног облика има око 25 км дужине и 10 км ширине, поред града Ђуђанга и реке Јангце на северу, града Нанчанг на југу и језера Појанг на истоку. Највиша тачка је врх Даханјанг (大汉阳峰), са 1 474 м изнад нивоа мора и један је од стотина стрмих врхова који се надвијају над морем облака који обухватају планине скоро 200 дана у години. Планина Лу је део је Лушан Националног парка, а на листи светске баштине УНЕСКА је од 1996. године.
Лушан је било летовалиште западних мисионара у Кини. Абсалом Сиденстрикер, отац Перл Бак, био је један од првих пет мисионара који су стекли имање у Кулингу на планини.
Развој Кулинга подстакли су велечасни Едвард Литл и др Еџертон Х. Харт. Четири главне оснивачице Кинеског удружења медицинских сестара и његова прва председница, Каролин Медок Харт; састале су се у Кулингу да би основали ово удружење.

## Атракције и карактеристике
Популарне атракције у планини Лу укључују: Пећине бесмртних (仙人洞), Меилу зграду (美庐别墅), Врхове пет стараца (五老峰), Академију пећине белог јелена (白鹿洞书院), Три извора (三叠泉), Језеро Лулинг (芦林湖), Топле изворе (庐山温泉), Ботаничке вртове (植物园), Бамбусов храм (竹山寺), Мост Гуанјин (观音桥), Врт брескве (桃花源), Католичку цркву планине Лу (庐山天主堂), и још много тога.
- Хуејуен је овде на северозападној падини 402. године основао будизам чисте земље. Овде се налази и храм Донглин.
- Лушан Национални парк је УНЕСКО-ва Светска баштина,[3] а Национални Геопарк квартернарне глацијације је члан УНЕСКО-ве глобалне мреже Геопаркова.
- Ботанички врт Лушан садржи десетине хиљада биљних врста.
- Испод Врхова пет стараца налази се Академија за пећине белог јелена, названа по песнику Ли Боу (не сме се мешати са познатим песником Ли Бајем), који је тамо узгајао беле јелене. Једна је од најпознатијих институција високог образовања у древној Кини.
- На западу је Цветни пут који је пружио инспирацију Бај Ђуји, славном песнику који је живео током династије Танг.
- Између реке Јангце и језера Појанг леже Велико и Мало језеро Тианчи, долина Јингксиу и језеро Лулин. На северној обали потоњег налази се музеј Лушан, у коме се налазе објекти од керамике и бронзе из различитих периода древне Кине, као и калиграфија из династије Танг и слике из династија Минг и Ћинг.
- У средишту (између три врха) и на надморској висини од преко 1 километар налази се град Кулинг, који је планинским путем повезан са суседним местима у региону.
- Светски познати чај "Лушански облаци и магла" гаји се у планинама.

## Политички значај
Током Дугог марша, почетком 1935. године, на овом подручју се догодила битка између комунистичких и републиканских снага, у којој је Ху Јаобанг, касније генерални секретар Комунистичке партије Кине, тешко повређен.
Планина Лу некада је називана „летња престоница“ Републике Кине. Чанг Кај Шек, кинески лидер у то време, често је овде летовао. У јуну 1937. Џоу Енлај, тада главни лидер Комунистичке партије, састао се са Чангом на планини како би разговарао о јединственом фронту против јапанске инвазије. У јулу 1937. године, Чанг Кај Шек је објавио своју намеру за потпуну мобилизацију за рат против Јапана са планине Лу. 1946. године, након рата, америчка специјална дипломатска мисија коју је предводио генерал Џорџ Маршал састала се са Чанг Кај Шеком како би разговарала о улози Кине након Другог светског рата.
Мао Цедунг сазвао је три велике конференције високих партијских званичника на планини Лу, 1959, 1961. и 1970. Конференција 1959. године постала је позната као Лушанска конференција. На састанку је смењен генерал Кинеског грађанског рата и Корејског рата Пенг Дехуај, који је био критичан према Маовој политици Великог скока напред. Лушанска конференција 1970. одржана је током Културне револуције и обележила је све већи антагонизам између оданих Мау и оданих његовом изабраном наследнику Лину Бјаоу.

## Галерија
- Водопад у Лушану
- Пећина бесмртника
- Град Кулинг
- Зграда Меилу, бивша резиденција Чанг Кај Шека
- Стара црква
- Стара црква
- Језеро Лулин
- Храм Донглин
- Академија Пећина великог јелена
- Висока планина Лу, Шен Џоу, 1467
- Посетиоци се могу попети на мале врхове планинског венца.
- Pinus_hwangshanensis
- Камена књига
- Viola_chaerophylloides_var._sieboldiana

## Клима
| Клима Mount Lu (1981−2010)                      | Клима Mount Lu (1981−2010) | Клима Mount Lu (1981−2010) | Клима Mount Lu (1981−2010) | Клима Mount Lu (1981−2010) | Клима Mount Lu (1981−2010) | Клима Mount Lu (1981−2010) | Клима Mount Lu (1981−2010) | Клима Mount Lu (1981−2010) | Клима Mount Lu (1981−2010) | Клима Mount Lu (1981−2010) | Клима Mount Lu (1981−2010) | Клима Mount Lu (1981−2010) | Клима Mount Lu (1981−2010) |
| Показатељ \ Месец                               | .Јан.                      | .Феб.                      | .Мар.                      | .Апр.                      | .Мај.                      | .Јун.                      | .Јул.                      | .Авг.                      | .Сеп.                      | .Окт.                      | .Нов.                      | .Дец.                      | .Год.                      |
| ----------------------------------------------- | -------------------------- | -------------------------- | -------------------------- | -------------------------- | -------------------------- | -------------------------- | -------------------------- | -------------------------- | -------------------------- | -------------------------- | -------------------------- | -------------------------- | -------------------------- |
| Апсолутни максимум, °C (°F)                     | 19,4 (66,9)                | 20,5 (68,9)                | 24,6 (76,3)                | 26,4 (79,5)                | 28,1 (82,6)                | 29,3 (84,7)                | 31,8 (89,2)                | 31,8 (89,2)                | 30,2 (86,4)                | 28,5 (83,3)                | 25,1 (77,2)                | 18,9 (66)                  | 31,8 (89,2)                |
| Максимум, °C (°F)                               | 4,5 (40,1)                 | 6,2 (43,2)                 | 10,2 (50,4)                | 16,0 (60,8)                | 20,2 (68,4)                | 22,9 (73,2)                | 25,9 (78,6)                | 25,2 (77,4)                | 21,4 (70,5)                | 16,9 (62,4)                | 12,1 (53,8)                | 7,2 (45)                   | 15,73 (60,32)              |
| Просек, °C (°F)                                 | 0,5 (32,9)                 | 2,2 (36)                   | 6,0 (42,8)                 | 11,9 (53,4)                | 16,4 (61,5)                | 19,6 (67,3)                | 22,5 (72,5)                | 21,7 (71,1)                | 17,9 (64,2)                | 13,1 (55,6)                | 8,1 (46,6)                 | 3,0 (37,4)                 | 11,91 (53,44)              |
| Минимум, °C (°F)                                | −2,5 (27,5)                | −0,8 (30,6)                | 2,7 (36,9)                 | 8,6 (47,5)                 | 13,5 (56,3)                | 17,1 (62,8)                | 20,2 (68,4)                | 19,4 (66,9)                | 15,5 (59,9)                | 10,3 (50,5)                | 5,1 (41,2)                 | −0,2 (31,6)                | 9,07 (48,34)               |
| Апсолутни минимум, °C (°F)                      | −13,6 (7,5)                | −11,6 (11,1)               | −10,4 (13,3)               | −5,1 (22,8)                | 1,6 (34,9)                 | 5,8 (42,4)                 | 11,9 (53,4)                | 12,8 (55)                  | 6,5 (43,7)                 | −2,4 (27,7)                | −9,9 (14,2)                | −16,7 (1,9)                | −16,7 (1,9)                |
| Количина падавина, mm (in)                      | 80,8 (3,181)               | 96,7 (3,807)               | 155,3 (6,114)              | 216,7 (8,531)              | 253,9 (9,996)              | 291,3 (11,469)             | 257,1 (10,122)             | 258,9 (10,193)             | 170,0 (6,693)              | 105,0 (4,134)              | 88,7 (3,492)               | 49,5 (1,949)               | 2.023,9 (79,681)           |
| Релативна влажност, %                           | 72                         | 77                         | 78                         | 78                         | 79                         | 84                         | 83                         | 85                         | 84                         | 76                         | 67                         | 63                         | 77,2                       |
| Извор: China Meteorological Data Service Center |                            |                            |                            |                            |                            |                            |                            |                            |                            |                            |                            |                            |                            |